# Yubo
Yubo è un'applicazione mobile, un social network destinato a “fare nuove amicizie”. Yubo è stato fondato nel 2015 da tre studenti francesi d'ingegneria ed è dispobibile per iOS e Android. Destinata ad adolescenti e giovani adulti tra i 13 e 25 anni, l'applicazione permette agli utenti di parlare con utenti dal tutto il mondo, creando delle stanze dove chiacchierare e giocare in tempo reale. L'app ha circa 40 milioni d'utenti in tutto il mondo.

## Particolarità
Yubo permette di creare stanze di conversazione video ed audio in tempo reale con un massimo di 10 membri. L'obiettivo espresso dai creatori dell'app è che Yubo possa diventare uno spazio familiare per socializzare online come nella “vita reale”. Diversi osservatori, tra i quali distacca la psicologa clinica Emma Levillair, affermano che Yubo ha abbandonato il tasto “Mi Piace” e pensa che si differenzia della maggioranza dei network sociali precedenti, basati sul condividere contenuto e abbonarse a profili di “influencers” con grandi quantità di followers.